# 克罗地亚国旗
克罗地亚國旗是一面三色旗，由紅、白、藍（即泛斯拉夫顏色）三色橫條組成，中间有克羅地亞國徽图案。
国旗启用於1990年12月21日。而紅、白、藍三色旗帜早在1848年奥地利帝国统治克罗地亚时期就已作为克罗地亚民族的象征而公之于世。
红、白、蓝三色象征热情、和平、进步。

## 其他旗幟

民船旗、政府船旗，比例 2:3
軍艦旗，比例 2:3
克罗地亚在联合国使用的旗帜样式
南斯拉夫王国克罗地亚省旗帜
斯拉沃尼亞王國旗帜
達爾馬提亞王國旗帜

## 历史旗帜

克罗地亚王国（奧地利帝國構成國時期）
克罗地亚-斯拉沃尼亚王国（奧匈帝國中的匈牙利王國境內自治王國時期）
克罗地亚-斯拉沃尼亚王国旗帜变种
不带有国徽的克罗地亚-斯拉沃尼亚王国旗帜
克罗地亚独立国 （極右法西斯政權烏斯塔沙、義大利保護國時期）
克罗地亚联邦州（1941年-1945年克羅地亞抵抗運動游擊隊旗）
克罗地亚社会主义共和国（南斯拉夫社會主義聯邦加盟共和國）
克罗地亚共和国（1990年）
克罗地亚共和国

### 國旗变迁時間軸
|           |           |           |           |           |           |           |       |
| 1868–1918 | 1918–1939 | 1939–1941 | 1941–1945 | 1944–1963 | 1963–1990 | 1990–1991 | 1991– |